# آسترید لویکن
آسترید لویکن (انگلیسی: Astrid Løken; ۱۴ آوریل ۱۹۱۱ – ۱۹ ژانویهٔ ۲۰۰۸) دانشمند در زمینه حشره‌شناسی اهل نروژ بود.